# ریلگو
ریلگو شهری در شهرستان روکو در استان بام در بورکینافاسوی شمالی است و جمعیت آن ۷۲۷ نفر است.